# Université d'État de Virginie-Occidentale
L'université d'État de Virginie-Occidentale (en anglais : West Virginia State University ou WVSU) est une université américaine située à Institute dans l'État de Virginie-Occidentale.

## Source
- (en) Cet article est partiellement ou en totalité issu de l’article de Wikipédia en anglais intitulé « West Virginia State University » (voir la liste des auteurs).